# Klaus Jansen (Abt)
Klaus Jansen OCSO (* 31. März 1922 in Neuss als Heinrich Jansen; † 9. Februar 2008 in Mariawald) war Abt des Trappistenabtei Engelszell in Oberösterreich.

## Leben
Als Heinrich Jansen wurde er in Neuss geboren, war Soldat im Zweiten Weltkrieg und er von 1949 bis 1956 Küster an St. Marien in Neuss. Am 20. August 1958 begann er das Noviziat in der Abtei Mariawald, wo er den Ordensnamen Klaus Maria annahm, der an Niklaus von Flüe erinnert. Nach der Profess und dem Studium der Theologie wurde er am 20. August 1966 zum Priester geweiht und feierte am 4. September 1966 in St. Marien seine Heimatprimiz. Sein Bruder Walter Jansen war Weihbischof in Köln.
1982 wurde Jansen vom Hl. Stuhl zum Apostolischen Administrator der Abtei Engelszell bestellt. Im Jahr darauf wählte ihn der Konvent des Stiftes Engelszell zum Abt auf sechs Jahre. Er war der 38. Abt seit der Gründung des Stiftes im Jahr 1293. In seine Amtszeit fielen umfangreiche Sanierungsarbeiten an den Stiftsgebäuden. Die Mönche erhielten Zimmer mit Duschen anstelle der Schlafkabinen mit Strohbetten. Konventmesse und Offizium wurden von Latein auf Deutsch umgestellt und in die neu geschaffene Wochentagskapelle verlegt. Verstorbene Mönche werden seither mit Sarg beerdigt. An die Stiftskirche wurde eine Klausurmauer mit Barocktor angebaut. Darüber hinaus bemühte er sich, Stift Engelszell zu einem geistlichen Zentrum der Diözese Linz auszubauen. Er war zudem als Exerzitienmeister und geistlicher Begleiter im gesamten deutschsprachigen Raum sehr gefragt. Neben seiner Funktion als Abt war er auch Kommissär der Redemptoristinnen in Ried. Der Linzer Diözesanbischof Maximilian Aichern OSB verlieh ihm den Ehrentitel Konsistorialrat.
Nach seinem Ausscheiden aus dem Amt des Abtes kehrte Jansen wieder nach Deutschland zurück und arbeitete im Bereich der Wallfahrtsseelsorge in Kevelaer. Seine letzten Jahre verbrachte Jansen schließlich wieder in seinem Heimatkloster Mariawald. Auf dem Klosterfriedhof der ehemaligen Abtei Mariawald ist er beigesetzt.
Sein Bruder Walter Jansen war Weihbischof in Köln.